# Upprättelseutredningen
Upprättelseutredningen är en svensk riksdagsutredning från 2011 om åtgärder med anledning av vanvård vid familjehemsplacering. Utredningen resulterade i en lag om ekonomisk kompensation från staten till barn som drabbats av övergrepp och allvarliga försummelser i samhällsvården. Utredningen resulterade också i att regeringen höll en upprättelseceremoni i november 2011, då en offentlig ursäkt gavs till alla drabbade. Det var första gången en offentlig ursäkt gavs från staten till befolkningen.
Utredningen följde på den så kallade vanvårdsutredningen, och båda utredningarna innefattade en kartläggning av vanvård som förekommit. Utredningen har kritiserats för att inte vara rättvis eftersom kompensation från staten inte ges för vanvård som skett efter 1980.  